# Evangeliet om Jesus och barnen

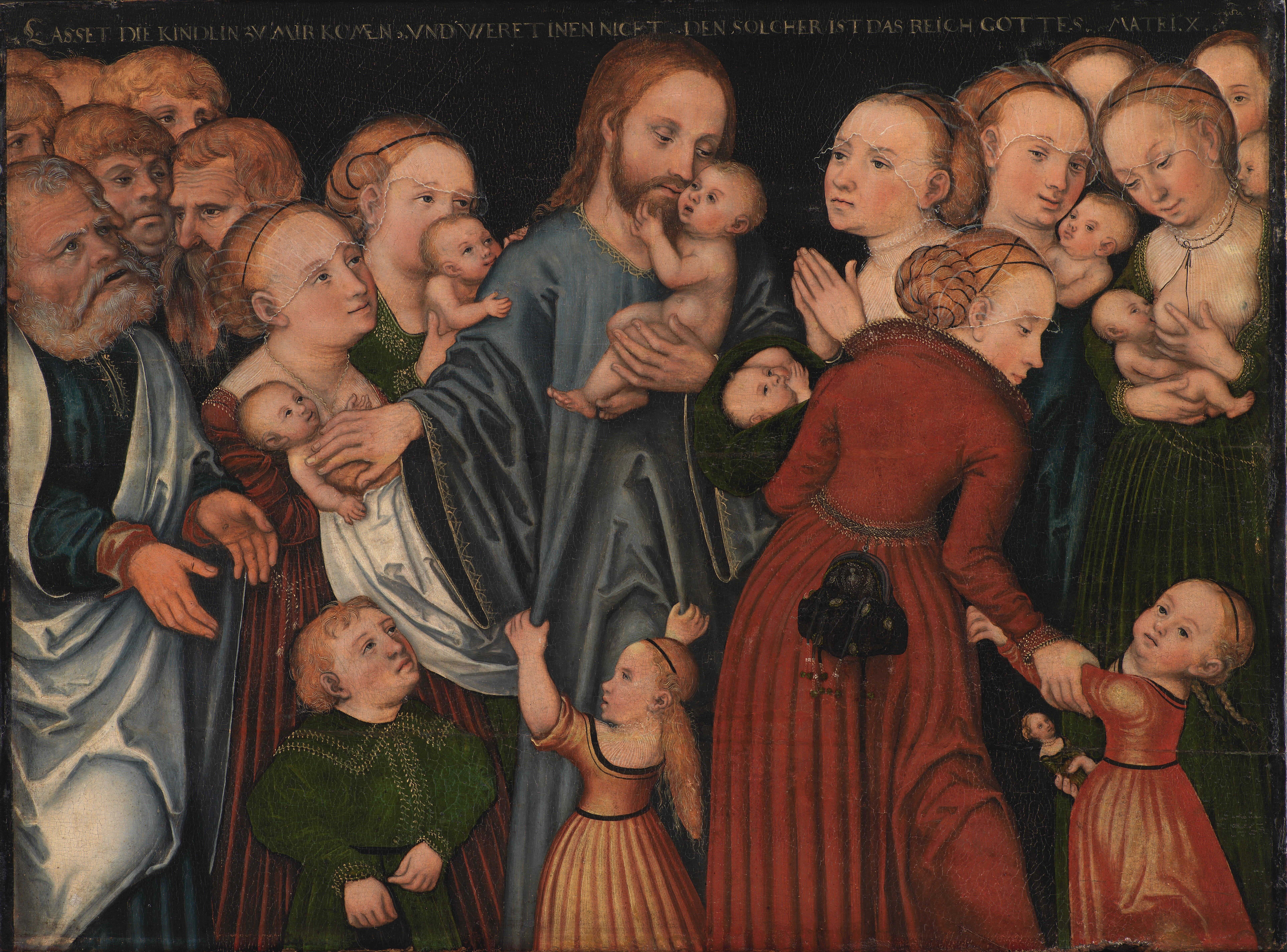
Lucas Cranachs målning Jesus välsignar barnen från cirka 1540.

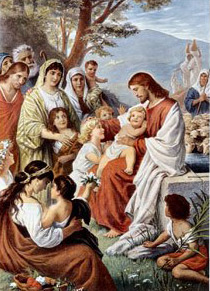
Jesus välsignar barnen, målning av Bernhard Plockhorst.

Evangeliet om Jesus och barnen är en berättelse ur Nya testamentet som finns i Markus 10:13–16 (den version som läses vid barndop i Svenska kyrkan), Matteus 19:13–15 och Lukas 18:15–17. Markusevangeliets berättelse handlar om när Jesu lärjungar visade bort de barn som folk kommit med för att låta dem vidröra Jesus, men Jesus sade till dem att låta barnen komma till honom eftersom han menade att barnen tillhör Guds rike.
Vissa forskare anser att det faktiskt är dopet Jesus talar om i texten (bland andra Joachim Jeremias), medan baptister använder perikopen till stöd för sin praxis med barnvälsignelse och troendedop.

### Fotnoter
1. ↑  ”Böner och texter vid dop”. Svenska kyrkan. Arkiverad från originalet den 23 februari 2016. https://archive.is/20160223190436/https://www.svenskakyrkan.se/default.aspx?id=662054. Läst 16 februari 2016.